# Nathaniel Smibert
Nathaniel Smibert (20 janvier 1734 - 8 novembre 1756) est un artiste américain de Boston, dans la Province de la baie du Massachusetts, actif au milieu du XVIIIe siècle. On dit de lui qu'il est le premier portraitiste américain.

## Biographie
Né à Boston en 1734, Nathaniel Smibert suit une formation de peintre auprès de son père, l'artiste John Smibert. Il peint plusieurs portraits, notamment d'Ezra Stiles, de l'architecte Peter Harrison, et de Dorothy Wendell (dans la Collection du Dr John L Hale, Boston). Smibert meurt jeune en 1756, à l'âge de vingt-deux ans,.

## Galerie

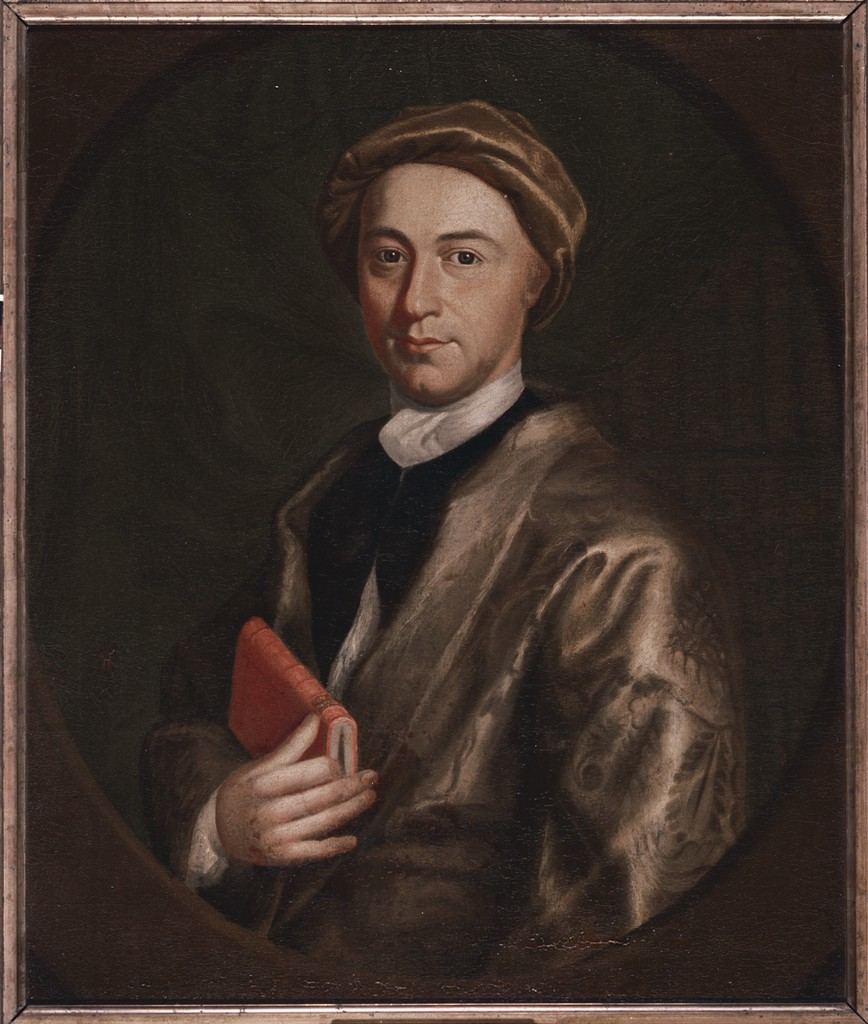
Portrait d'Ezra Stiles, 1756
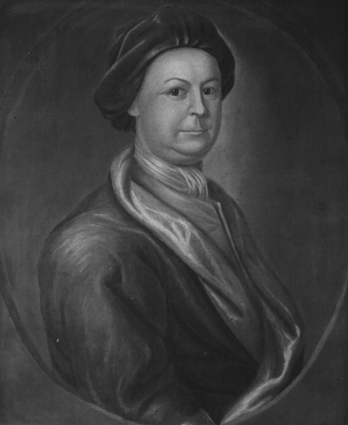
Portrait de John Lovell, 18e siècle
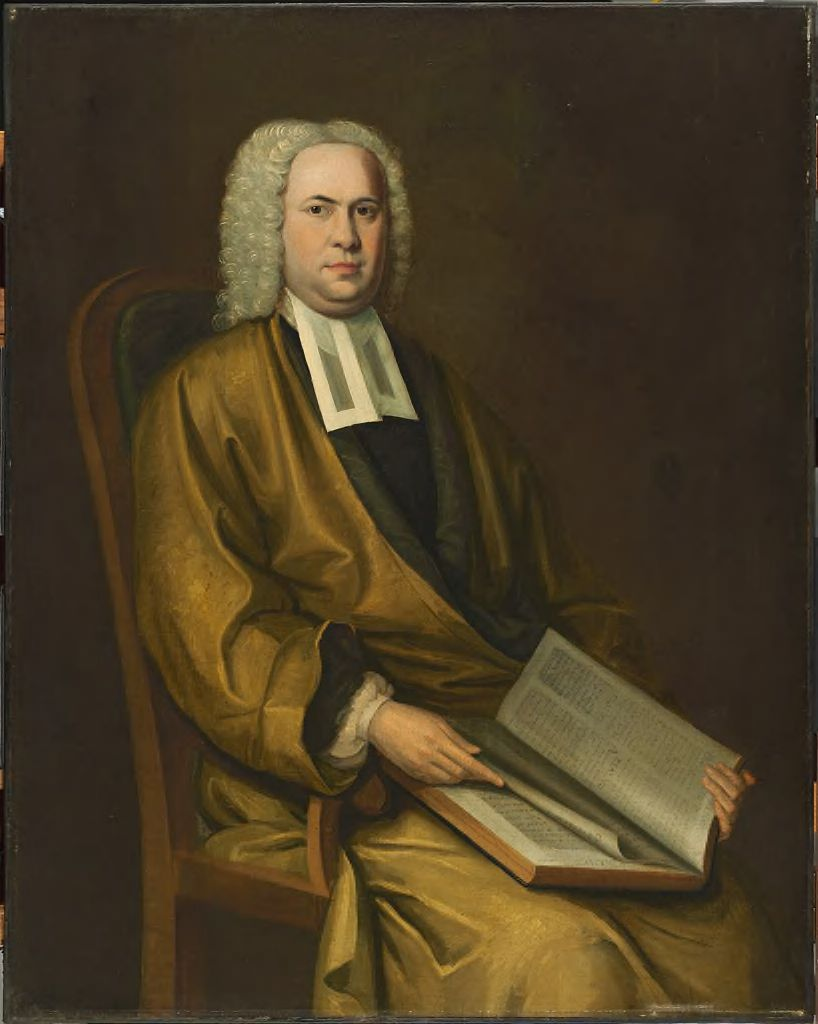
Portrait d'un homme non identifié, attribué à Nathaniel Smibert, XVIIIe siècle